# طلال یوسف

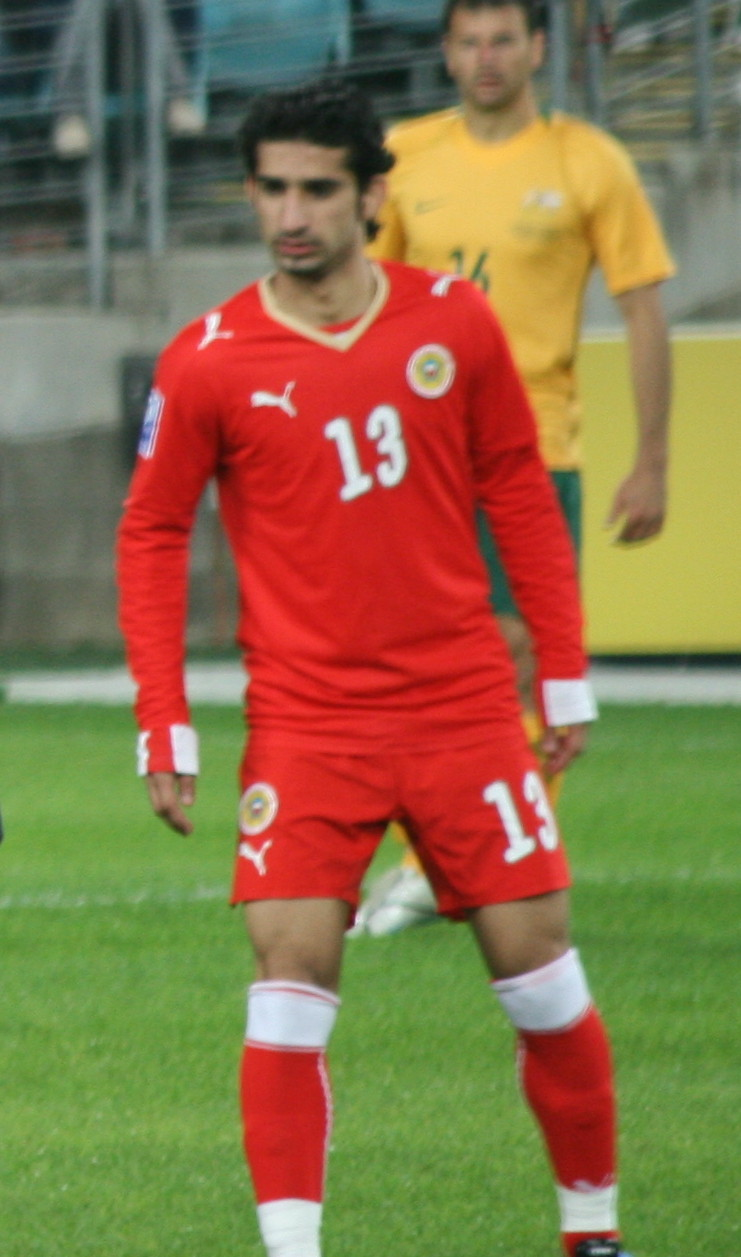
طلال یوسف در سال ۲۰۰۹

طلال یوسف (انگلیسی: Talal Yousef؛ زادهٔ ۲۴ فوریهٔ ۱۹۷۵) بازیکن فوتبال اهل بحرین است.
از باشگاه‌هایی که در آن بازی کرده‌است می‌توان به باشگاه ورزشی القادسیه کویت، باشگاه ورزشی الرفاع، و باشگاه ورزشی الکویت اشاره کرد.
وی همچنین در تیم ملی فوتبال بحرین بازی کرده‌است.